# Loferer Schacht
Der Loferer Schacht ist eine Höhle in den Loferer Steinbergen (Land Salzburg, Österreich) und ist mit einer Gesamttiefe von 806 m (+10 m, −796 m) und einer Gesamtlänge von 10449 m die mit Abstand größte Höhle der Loferer Steinberge.

## Beschreibung
Zwei Charakteristika prägen den Loferer Schacht: das Schachtsystem, welches vom Eingang (Höhe 2200 m) nahezu senkrecht bis auf −655 m führt und ein großräumiges Horizontalsystem, das sich fast 1000 m von SW nach NO entlang einer Störungszone und parallel zu den einfallenden Schichten des Dachsteinkalks erstreckt.
Das westliche Schachtsystem des Loferer Schachts wurde in den Jahren 1983 und 1984 von polnischen Höhlenforschern aus Krakau entdeckt und vermessen. Die Höhlengruppe des Deutschen Alpenvereins Frankfurt/Main unternahm 1990 und 1991 eine Neuvermessung bis in die Tiefe von −655 Meter. Beim Materialausbau 1992 wurde auf −106 m der Abzweig in das östlich gelegene Frankfurter System entdeckt, das zwischen 1993 und 2000 bis auf −707 m erforscht werden konnte. In den Jahren 2001 bis 2009 wurde vom Horizontalsystem ausgehend eine Tiefe von −796 m erreicht.